# Daniel Carbonetto
Daniel Carbonetto (1947-Buenos Aires, 4 de marzo de 2015) fue un economista, asesor político y político argentino, que se desempeñó como diputado nacional por la provincia de Buenos Aires entre 2001 y 2005, elegido por el Frente Polo Social. Asimismo, también se desempeñó como asesor económico con rango de ministro del presidente Alan García en Perú, siendo el primer y único extranjero en ocupar un cargo en el gabinete peruano en la década de 1980.

## Biografía
Nacido en Argentina en 1947, estudió economía en la Universidad Católica de Lovaina.
Se exilió en Perú en la década de 1960 y se radicó allí definitivamente por causa de las sucesivas dictaduras en Argentina. Comenzó su carrera en el gobierno peruano como asesor de Juan Velasco Alvarado, alcanzando luego a ser el principal asesor económico del presidente Alan García en su primer gobierno. Entre 1986 y 1988, fue uno de los que asesoró a García en la nacionalización de la banca y en la suspensión del pago de la deuda externa, que derivó en una grave crisis económica en aquel país, por lo que fue señalado como uno de los responsables de la situación por la prensa peruana. Tras la salida del poder de García en la década de 1990, regresó a su país natal, aunque su radicación definitiva se daría finalmente en 2000.
De regreso a la Argentina, se unió al movimiento del Frente Polo Social que conducía Luis Farinello, llegando a ser elegido diputado nacional por la provincia de Buenos Aires en las elecciones legislativas de 2001, con mandato hasta 2005. En 2002 conformó el bloque del «Movimiento Multisectorial por el Trabajo y la Autodeterminación» (MMTA). Fue vicepresidente primero de la comisión de Economía e integró como vocal las comisiones de Presupuesto y Hacienda; de Ciencia y Tecnología; de Defensa Nacional; y de Intereses Marítimos.
Tenía una estrecha vinculación con diversos sindicatos, a los que asesoraba económicamente. Posteriormente, se desempeñó como asesor económico de Eduardo Duhalde y de Alberto Rodríguez Saá y en 2007 trabajó para Guillermo Moreno en la Secretaría de Comercio Interior de la Nación. Falleció en marzo de 2015.

## Publicaciones
- Alan García: La Fortaleza de los Débiles[10] (1992)
- El Perú heterodoxo: un modelo económico[11] (1987)